# لئونید کولسنیکوف
لئونید کولسنیکوف (به انگلیسی: Leonid Kolesnikov) (زادهٔ ۲۷ آوریل ۱۹۳۳) شناگر اهل شوروی است.